# Au bord du gouffre (film, 2011)
Pour les articles homonymes, voir Au bord du gouffre.
Pour plus de détails, voir Fiche technique et Distribution.
Au bord du gouffre (The Ledge) est un film américain écrit et réalisé par Matthew Chapman, sorti en 2011.

## Synopsis
Alors qu'un flic apprend qu'il est stérile, on lui demande expressément de se rendre en haut d'un immeuble, là où un homme a décidé de se donner la mort en sautant dans le vide. Arrivé sur les lieux, l'homme suicidaire, Gavin, lui explique alors qu'il doit se tuer avant midi ou sinon ce sera une autre personne qui devra mourir. Afin de mieux comprendre pourquoi, il va alors se mettre à tout raconter à l'agent de police qui est là pour lui venir en aide, malgré ses propres soucis. Gavin est amoureux de Shana, une femme mariée qui l'aime beaucoup. Le mari de cette dernière a découvert leur liaison et demande à Gavin un ultime choix : soit il se suicide ou bien Shana, qu'il séquestre ligotée et bâillonnée , doit mourir. 

## Fiche technique
- Titre original : The Ledge
- Titre français : Au bord du gouffre
- Réalisation et scénario : Matthew Chapman
- Photographie : Bobby Bukowski
- Montage : Alex Hall et Anne McCabe
- Musique : Nathan Barr
- Production : Michael Mailer, Mark Damon, Steven Saxton et Matthew Chapman
- Sociétés de production : IFC Films et OMC
- Sociétés de distribution : IFC Films
- Pays d'origine :  États-Unis
- Langue originale : anglais
- Format : Couleur - 2,35: 1
- Genre : Thriller
- Durée : 101 minutes
- Dates de sortie :
  -  États-Unis : 8 juillet 2011
  -  France : 19 mars 2012

## Distribution
- Charlie Hunnam : Gavin Nichols
- Liv Tyler : Shana
- Patrick Wilson : Joe Harris
- Terrence Howard : Hollis Lucetti
- Christopher Gorham : Chris
- Jaqueline Fleming : Angela Lucetti
- Jillian Batherson : Harper
- Dean J. West : Frank
- Tyler Humphrey : Jimmy
- Mike Pniewski : Lieutenant Markowitz
- Katia Gomez : Selena